# Budova Právnické fakulty Univerzity Karlovy
Budova Právnické fakulty Univerzity Karlovy je hlavní sídlo Právnické fakulty Univerzity Karlovy. Budova postavená v letech 1924–1931 se nachází v Praze na Starém Městě na nábřeží Vltavy u Čechova mostu. Je chráněna jako kulturní památka.

## Architekti a styl

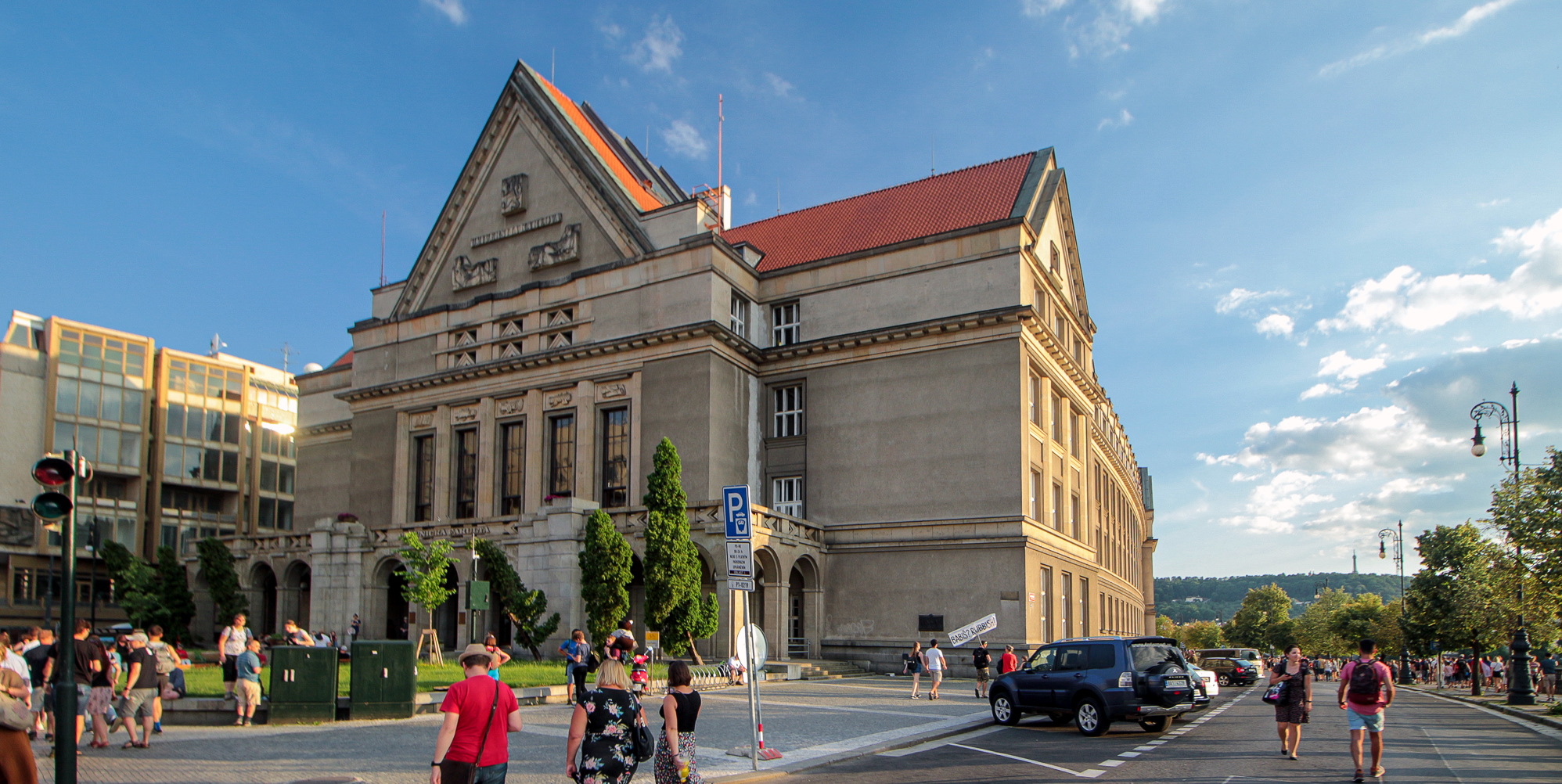
Průčelí novoklasicistní budovy fakulty

Novoklasicistní budova fakulty byla vybudována podle projektu zakladatele moderní české architektury Jana Kotěry. Jeho první návrh odmítl arcivévoda František Ferdinand, neboť upřednostňoval styl novobarokní. Po Kotěrově smrti projekt převzal architekt Ladislav Machoň. Při příležitosti oslav 80 let budovy se vyjádřil Jiří Kotalík, rektor Akademie výtvarných umění, že architektura a dějiny budovy Právnické fakulty Univerzity Karlovy jsou natolik zajímavé, že by si zasloužily náročnější monografii.

## Historie
Právnická fakulta, jedna ze čtyř původních fakult univerzity založené v roce 1348, se po staletí tísnila hlavně v odlehlých prostorách Karolina. Po asanaci Josefova na přelomu 19. a 20. století se objevila možnost tento stav změnit. V roce 1906 koupila císařská vláda pozemky pro budovy české a německé univerzity. Také pro budovu Právnické fakulty, stojící na dnešním náměstí Curieových. Její vstupní portál směřuje na severovýchod a je obklopena ulicemi ulice 17. listopadu z východu, Břehová z jihu a na severu ji od Vltavy dělí Dvořákovo nábřeží.

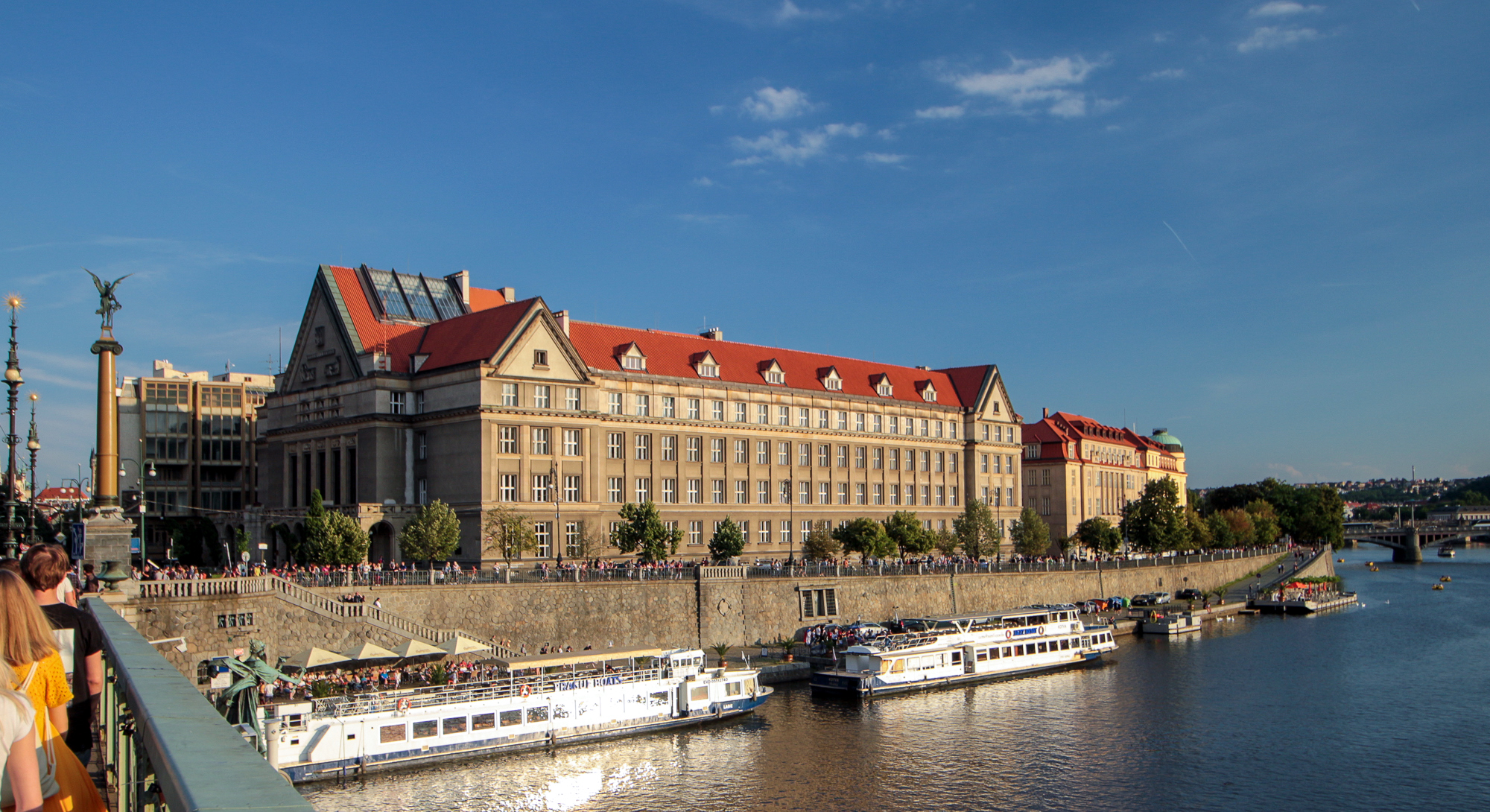
Pohled přes Vltavu z Čechova mostu na nábřeží s budovou fakulty vlevo

### Jan Kotěra
Vyprojektováním stavby byl rektorem české univerzity profesorem Jaroslavem Hlavou v roce 1907 pověřen již tehdy slavný architekt Jan Kotěra. Základní kámen položil v roce 1908 rektor univerzity profesor Leopold Heyrovský, otec Jaroslava Heyrovského, prvního českého nositele Nobelovy ceny. Budova se měla stát „chrámem“ vědy.
Pro původní návrh zvolil Kotěra dekorativní styl pozdní secese. Postupné úpravy vedly k podobě novoklasicistní a budova patří mezi jeho pozdní novoklasicistní práce. Realizaci zdržela první světová válka, po které navíc bylo zřejmé, že budova německé univerzity, která měla být zrcadlově umístěna proti české, se stavět už nebude.

### Ladislav Machoň
Po Kotěrově smrti dopracoval detailní prováděcí plány jeho žák a spolupracovník Ladislav Machoň v letech 1924–1925; doplnil vnitřní vybavení, zpřesnil podobu dvorany a haly, ale provést větší změny v díle svého učitele odmítal, takže budova místy může působit „nedokončeným“ dojmem. Ani umělecká výzdoba nebyla dotažena do konce, především kvůli nedostatku peněz. Přitom už Kotěra plánoval řadu soch v hlavním atriu (tzv. bazénu), velkou aulu měla zdobit mozaika Maxe Švabinského zobrazující historii právnické profese od římských klasiků až po americké mrakodrapy. Umělecká výzdoba je nečetná, zato kvalitní; například vstupní halu zdobí Myslbekova socha Oddanost, v prvním patře jsou žulové kamenné kašny. Pro vnitřní obložení byly použity mramorové desky nejvyšší kvality. Budova byla postavena mezi lety 1926–1931 a hned v roce 1931 zde byla zahájena výuka.

### Zásluhy o stavbu
Oběma architektům, Janu Kotěrovi i Ladislavu Machoňovi, byla ve vestibulu fakulty při příležitosti oslav 80. let existence budovy právnické fakulty odhalena pamětní deska.
O stavbu se významně zasloužil také první rektor Univerzity Karlovy v Československu JUDr. Karel Hermann-Otavský. V budově je umístěna jeho busta, kterou vytvořil sochař Stanislav Suk v roce 1929.

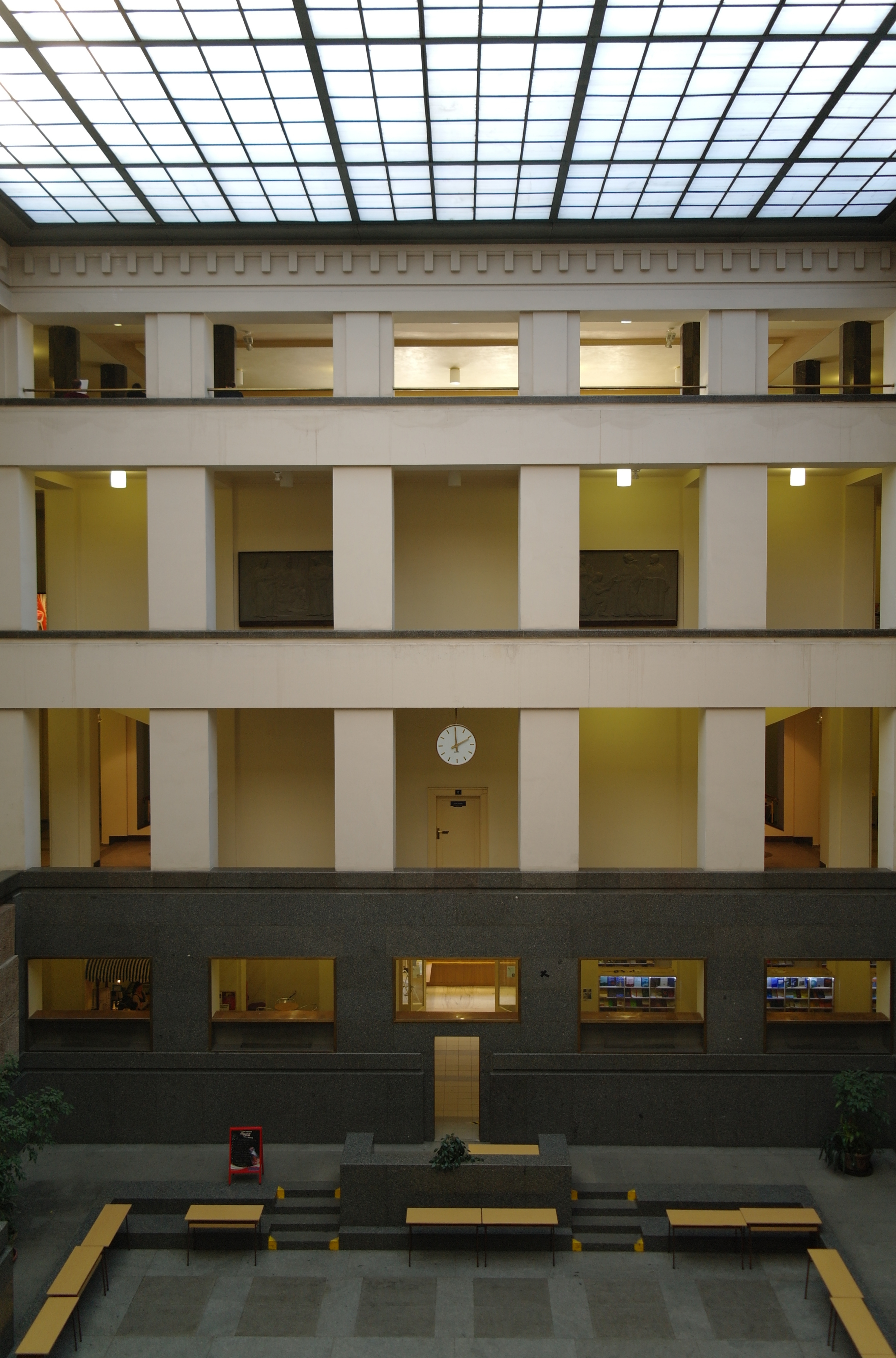
Hlavní hala budovy Právnické fakulty

### Dramatické události v průběhu dějin
V budově došlo k mnoha dramatickým událostem (insigniáda či zatýkání studentů německou policií po pohřbu Jana Opletala v listopadu 1939). Za druhé světové války ji zabraly jednotky SS a v průběhu Květnového povstání českého lidu v roce 1945 odtud ovládaly široké okolí.

## Budova

### Popis

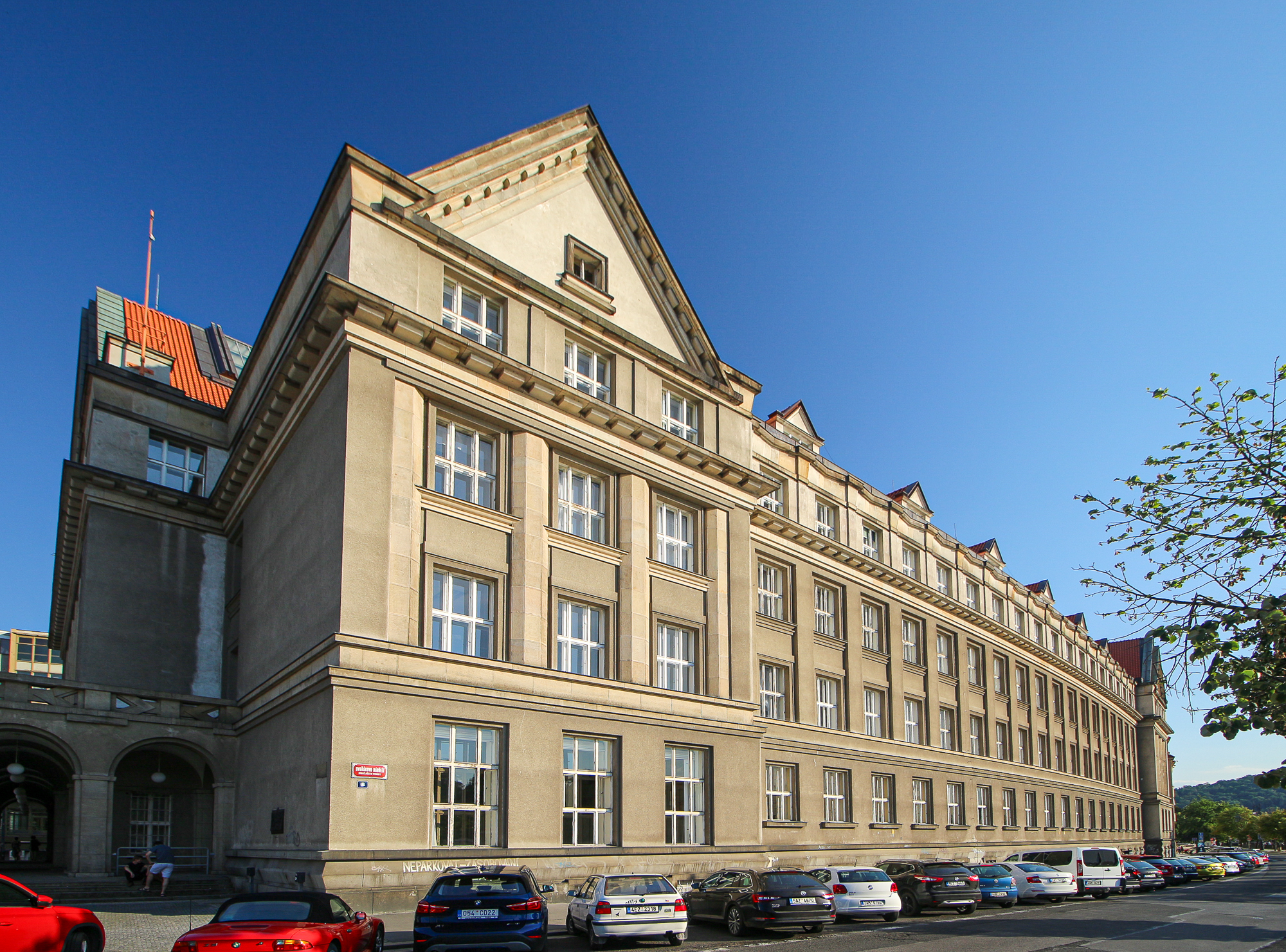
Budova fakulty na Dvořákově nábřeží

Budova stojí na půdorysu o ploše 4 864 m² ve tvaru nepravidelného lichoběžníku, na západní straně nenápadně zakřiveného podle tvaru vltavského nábřeží. Má pět křídel s malým dvorem ve tvaru písmene „T“ a dvoranu. Obklad stěn tvoří žula, bloky žuly různého původu plní ozdobnou funkci. Jde o jednolitou sedmipatrovou budovu, přičemž dvě patra jsou podzemní. V jednom suterénu byl sklad knihovny, ale v roce 2002 ho při povodni zalila voda. V suterénu je tělocvična a sklady.
Hlavní fasáda je obrácena na náměstí Curieových. Ve střední části vystupuje rizalit se štítem ve tvaru trojúhelníku a v přízemí s arkádou se zábradlím terasy. Portikus člení pět vysokých oken střídaných s toskánskými sloupy. Reliéfy nesou symboly, které se vztahují k právu. Nad okny je široká římsa, nad ní zmíněný štít s nápisem „Universita Karlova“ a českým znakem se lvem. Po stranách hlavní fasádu zdobí dvě pískovcové sochy muže a ženy od sochaře Bedřicha Stefana z roku 1931. Ostatní fasády mají na nárožích mělké rizality se štíty ve tvaru trojúhelníku.
Vstupní vestibul nesou dvě řady vysokých pilířů obložených mramorem. Prostor osvětluje původní pás světel okolo střední části vestibulu. Velká aula je v průčelí budovy u balkonu s výhledem na řeku. Centrální hala představuje zajímavý kontrast k vnějšku budovy; je značně velký rozdíl mezi dekorativním zpracováním čelní fasády a strohým, neosobním prostorem mohutné haly, obklopené až k prosklenému stropu třemi patry postranních galerií, odkud se vstupuje do učeben a kanceláří. Budova má navíc nezvykle široká schodiště.
Největší místností fakulty je přednáškový sál č. 100, zvaný Collegium Maximum, s kapacitou až 560 osob, původně plánovaný jako sál promoční. Kromě zářivek má původní vybavení, například dřevěný nábytek, mozaiky či gobelín. V suterénu stále jsou některé provozní celouniverzitní instituce (menza, tiskárna), jinak ale budova slouží pouze výchově a výuce studentů práv. V budově právnické fakulty je také po technické stránce jedinečný páternoster, který vyrobila společnost Škoda. V roce 2005 byl však odstaven a fakulta sháněla prostředky na jeho rekonstrukci, která skončila v roce 2018.

### Bezbariérovost
Ačkoli je hlavní budova Právnické fakulty UK budova historická, má minimální míru bariérovosti pro osoby se zdravotním postižením. Jednotlivá podlaží jsou bez schodů. Bezbariérově je přístupná menza a knihovna se studovnou. Bezbariérové spojení je k dispozici přímo k budově tramvají číslo 17 a autobusem číslo 207. Jen před budovou je schodiště se sedmi až dvanácti schody, proto je bezbariérový vstup/vjezd k dispozici vraty z boku budovy v ulici 17. listopadu. V zimě 2022 byla přistavěna rampa pro invalidní vozíčky a tak je tedy budova Právnické fakulty UK přístupná bezbariérově i hlavním vstupem.
V budově je také Literární kavárna a antikvariát.

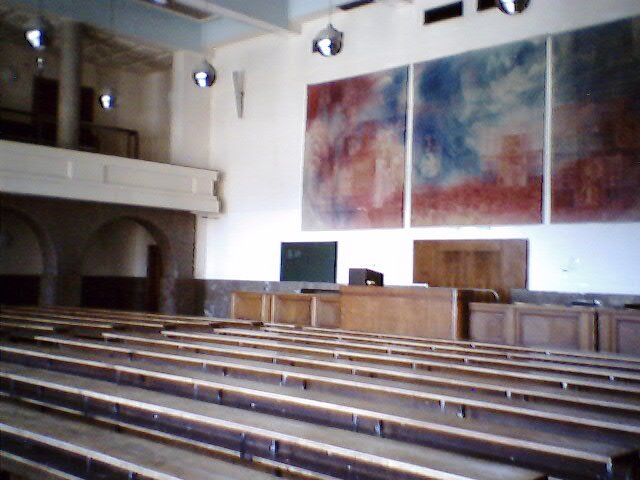
Collegium Maximum

### Stavební úpravy
Stavba od začátku slouží původnímu záměru, proto prošla spíše malými stavebními úpravami. V kancelářích a velké aule se dochovalo původní vybavení, zůstala řada původních detailů – dveře s kováními, okna s kováním a klikami, madla schodišť, svítidla, kyvadlové dveře. Také sedačka navržená Ladislavem Machoněm ve foyer stále stojí. Jen během nacistické okupace v době druhé světové války v budově sídlilo protektorátní velitelství SS. V místnosti č. 220 je na stěně dosud patrný obrys černé orlice. Při Pražském povstání v květnu 1945 došlo k poničení interiéru.
Úpravy se uskutečnily nejen v roce 1938, ale také 1954, 1968 až 1970 a 2004 až 2007. Opravy probíhají za přísného dozoru památkářů. V roce 1996 došlo k větší rekonstrukci fakultní knihovny. V roce 2004 až 2007 proběhly změny v půdních prostorách, byly vestavěny učebny v obou křídlech budovy. Vznikla tak mimo jiné výuková soudní síň, kde nechybí ani prostor pro utajeného svědka, který zůstává skryt za neprůhledným sklem.

## Odraz v kultuře

### Publikace o historii fakulty
Právnická fakulta Univerzity Karlovy v Praze (UK) vydala u příležitosti 660. výročí založení univerzity v roce 2008 publikaci o své historii. Je psána česky a anglicky a sestavil ji tým v čele s proděkanem fakulty Janem Kuklíkem. Značná část je věnována historii budovy.

### Budova právnické fakulty ve filmu
Mnohokrát před budovou nebo v ní, zejména v mramorové hlavní dvoraně, natáčely české i zahraniční štáby filmy nebo seriály, například film Studentská máma (1935), My z konce světa (1975), Škola základ života, I ve smrti sami (2004), Rodáci, Člověk proti zkáze, Ceremoniář, České století, Den před Mnichovem, Soukromé pasti nebo Lída Baarová. Karel Čapek, kterého hraje Josef Abrhám, tak v hale fakulty přednáší studentům, v cyklu České století zde probíhá svatba Emanuela Moravce nebo v Lídě Baarové pronáší projev Joseph Goebbels. Dokumentární filmy ilustrační záběry z gestapa  Zradil jsem Hitlera (2016), Odposlouchávali jsme Hitlera (2018)